# Pavol Ďurica
Pavol Ďurica (* 17. května 1983 Bardejov) je slovenský fotbalový záložník, který momentálně působí v klubu SK Vydrany.
Jeho bratr Ján je také fotbalista a slovenský reprezentant.

## Klubová kariéra
Do Artmedie Petržalka přišel v sezóně 2006/07 z klubu DAC 1904 Dunajská Streda.
Pro jarní část sezóny 2007/08 odešel hostovat do maďarského klubu FC Fehérvár, kde nastoupil pouze ke 4 zápasům. Během tohoto krátkého angažmá si stihl dát pozoruhodný vlastní gól ve čtvrtfinálovém utkání Magyar Kupy proti Debreceni VSC (zkratkou DVSC). První zápas skončil poměrem 2:1 pro FC Fehérvár. Odvetný zápas dospěl do 87. minuty za stavu 2:1 pro DVSC, který dostal výhodu pokutového kopu. Brankář Fehérváru střelu vyrazil zpět ke značce pokutového kopu, kde Pavol odpálil míč do tyče (ve snaze uklidit jej z dosahu soupeře), od níž se odrazil za záda vlastního brankáře. FC Fehérvár prohrál 1:3 a byl z poháru vyřazen. Několik dní poté se Pavol vrátil z hostování do Artmedie.
Video s inkriminovaným gólem se stalo hitem internetu.